# 1433 Geramtina
Geramtina (asteroide 1433) é um asteroide da cintura principal, a 2,3191722 UA. Possui uma excentricidade de 0,1705801 e um período orbital de 1 707,79 dias (4,68 anos).
Geramtina tem uma velocidade orbital média de 17,81203299 km/s e uma inclinação de 8,23433º.
Este asteroide foi descoberto em 30 de Outubro de 1937 por Eugène Delporte.